# حسين قويعان
الدكتور حسين قويعان محمد الشريف المطيري (ولد في 10 أغسطس 1968)، طبيب كويتي مختص بجراحة العظام، ونائب في مجلس الأمة الكويتي. شارك في انتخابات مجلس الأمة الكويتي 2008 في الدائرة الرابعة، وحصل على المركز التاسع برصيد 8394 صوت وفاز بالانتخابات. يعمل استشارياً لجراحة العظام في مستشفى الرازي بالكويت ونائباً لرئيس وحدة الطب الرياضي والمناظير به.

## المؤهلات العلمية
- بكالوريوس طب وجراحة جامعة الكويت 1993م.
- حاصل على البورد الكندي في جراحة العظام ( مونتريال- كندا )1995-2000.
- الزمالة في الطب الرياضي( جامعة ميغيل- كندا)2000-2001.
- دورة تدريبية في جراحة الكتف ( قريمسبي - بريطانيا )2002.
- دورة تدريبية في المناظير ( ليدز- بريطانيا )2003.
- زميل كلية الجراحة الملكية الكندية.

## الجهود والخبرات العملية
- أول ممثل للأطباء الكويتيين في كندا 1999-2001.
- الأمين العام المساعد لاتحاد الأطباء العرب 2005-2007.
- أمين عام الجمعية الطبية الكويتية 2005-2007.
- عضو الجمعية الطبية الكويتية 2008-2009.
- عضو الرابطة الكويتية لجراحة العظام 2002-2008.
- عضو الجمعية الخليجية لجراحة العظام.
- عضو الأكاديمية الأمريكية للجراحة.
- محاضر في جامعة الكويت – كلية الطب.
- محاضر في المؤتمر الخليجي للعظام 2005- 2006 2007.
- سكرتير المؤتمر الخليجي الخامس عشر 2007.
- سكرتير مؤتمر الأطباء العرب الخامس والثلاثين 2007.
- سكرتير مؤتمر الكويت الثاني للطب الرياضي 2004.
- سكرتير مؤتمر الكويت الأول لجراحة القدم والكاحل 2007.
- براءة اختراع لجهاز جراحة الكتف.
- متطوع في الجيش الكويتي لحرب تحرير الكويت (لواء فتح)1991-1992.
- ساهم في الجهود الاغاثية في جنوب العراق 2003 وكذلك في زلزال بام في إيران 2004.
- كما قامت الجمعية الطبية أثناء فترة تولية منصب الأمين العام بإقرار الكادر الطبي في فترة قياسية 5 أشهر بعد تأخر دام 13 سنة وأيضا قامت الجمعية بتعديل الكادر خلال فترة سنه والذي اقر مؤخرا.
- كما قامت الجمعية بشطب ديونها المتراكمة البالغة 37 ألف دينار خلال فترة 15 عام.

هو من وضع الفحص قبل الزواج لمنع تفشي الأمراض أو منعها، وهو أيضا من أعاد فتح ملف العلاج بالخارج لمرضى السرطان والعقم.